# Имврская и Тенедская митрополия
И́мврская и Тене́дская митрополия (греч. Μητρόπολη Ίμβρου και Τενέδου) — епархия Константинопольской православной церкви на островах Гёкчеада (по гречески Имврос) и Бозджаада (по гречески Тенедос) в Турции.

## История
В V веке остров Имврос входил в состав Лимнской и Имврской епархии, бывшей, в свою очередь, составной частью Коринфской митрополии.
К IX веку епархия возведена в ранг архиепископии, а около 1010 года становится экзархатом, подчинённым непосредственно патриарху Константинопольскому.
В 1397 году экзархия была празднена и переведена вновь в ранг архиепископии, а в первой половине XV века преобразована в митрополию.
Территория острова Тенедос в IX веке была охвачена Тенедской епархией составе Митилинской митрополии, а в начале XIV века преобразована в самостоятельную митрополию. В 1383 году венецианцы переселяют всех жителей острова на Крит и он остается не обитаемым до периода турецкой оккупации в 1456 году. В 1925 году остров Тенедос в церковно-административном плане присоединён к митрополии Имвроса.
В период Первой мировой войны на Имвросе проживало 8 000, а на Тенедосе — около 3 000 греков. До 1920 года они являлись гражданами Османской империи. После поражения Турции и Германии в войне, по Севрскому мирному договору 1920 года оба острова получила Греция, что островитянами было встречено с энтузиазмом. Однако уже через два года, после Малоазийской катастрофы и поражения греческой армии, в 1923 году был подписан Лозаннский мирный договор и острова перешли к Турции. Жители островов не были подвергнуты принудительному обмену населения, при этом договор предусматривал предоставление автономии местным грекам и защиту всех меньшинств в целом. Соглашение было нарушено турецкой стороной.
В 1927 году большинство зданий на Имвросе и Тенедосе было разрушено, что было связано с массированной турецкой колонизацией из внутренних районов страны. Со временем население островов претерпело изменение, что сопровождалось конфискацией принадлежащего грекам имущества.
В 1955 году турецкий фанатизм достиг своего пика, что привело к преследованию греков, живущих на территории Турции. Условия жизни для греков в стране были крайне сложными.
1 июля 1964 года, в целях дальнейшего изменения структуры населения Имвроса и Тенедоса, турки запретили преподавание греческого языка в школах. В это же время большое количество греков было изгнано из Константинополя. Хотя в 1924 году все школы на обоих островах являлись греческими, во второй половине 1964 года на Имвросе их осталось всего семь с 693 греческими учениками, а на Тенедосе ещё меньше.
Большое число греков покинуло Имврос и Тенедос, другие отказались оставлять свои дома. Тем не менее, многие греки на обоих островах продолжают разговаривать на родном языке. К примеру, Вселенский Патриарх Варфоломей родился на Имвросе.
В 1975 году на Имвросе проживало 1 540 православных греков, к 2000 году их численность уменьшилась до 254 человек. По состоянию на 2018 год на Имвросе насчитывалось более 800 греков, а на Тенедосе их число не превышало 30.
В 2013 году, спустя 39 лет после запрета греческого языка, на Имвросе начала функционировать школа для учащихся греческого меньшинства, а в 2015 году была открыта греческая средняя школа. В 2016 году в двух школах Имвроса обучалось 13 человек. Их число, как ожидается, увеличится, что связано с желанием местных греков оставаться жить на острове на постоянной основе. В то же время греческие семьи начали возвращаться на Имврос и Тенедос, являющиеся местом их рождения. В связи с возобновлением преподавания языка на островах наблюдается медленное, но неуклонное восстановление греческого присутствия, о чём в 2018 году также сообщало турецкое издание Daily Sabah.

## Управляющие
- Никифор II (январь 1793 — февраль 1825)
- Иосиф II (октябрь 1825 — февраль 1835)
- Неофит II (февраль 1835—1836)
- Неофит III (2 ноября 1836 — 10 января 1853)
- Иоанникий I (10 января 1853 — 20 декабря 1863)
- Паисий II (Курентис) (декабрь 1863 — 1 мая 1873)
- Никифор III (Гликас) (2 мая 1873 — 23 марта 1881)
- Паисий II (Курентис) (23 марта 1881 — 16 мая 1902)
- Филофей (Константинидис) (18 мая 1902 — 27 ноября 1904)
- Иоанникий II (Маргаритадис) (31 марта 1905 — январь 1908)
- Хризостом (Кавуридис) (31 июля 1908 — 14 июня 1912)
- Панарет (Петридис) (21 июня 1912 — февраль 1922)
- Иоаким IV (Кавирис) (24 февраля 1922 — 9 октября 1924)
- Иоанн (Василикос) (16 октября 1924 — 23 марта 1926)
- Иаков II (Папапаисиу) (4 апреля 1926 — 27 мая 1950)
- Мелитон (Хадзис) (30 ноября 1950 — 19 февраля 1963)
- Николай (Кутрумбис) (12 апреля 1964 — 15 февраля 1972)
- Димитрий (Пападопулос) (15 февраля — 16 июля 1972)
- Фотий (Савваидис) (12 сентября 1972 — 5 сентября 2002)
- Кирилл (Драгунис) (5 сентября 2002 — 9 марта 2020)
- Кирилл (Сикис) (с 9 марта 2020)